# Primatenarchäologie

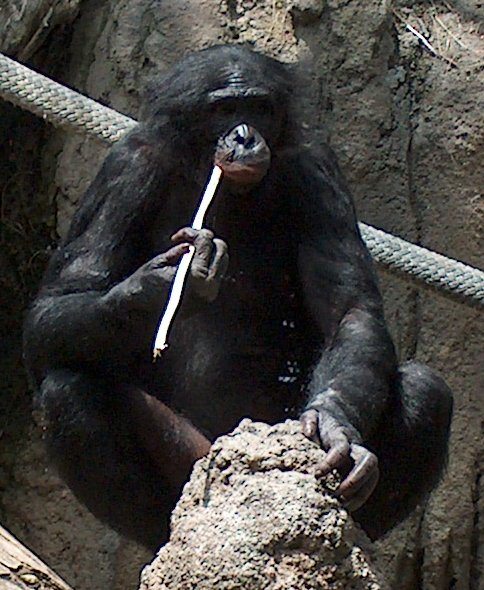
Werkzeuggebrauch bei einem Bonobo, der mit einem Stöckchen Termiten zum Mund führt

Die Primatenarchäologie (engl.: primate archaeology) ist ein interdisziplinäres naturwissenschaftliches Fachgebiet, in dem insbesondere Paläoanthropologen, Anthropologen und Prähistoriker mit jenen Verhaltensbiologen (Primatologen) kooperieren, die Schimpansen und andere Primaten erforschen. Ziel dieser Zusammenarbeit ist vor allem, das Entstehen und die Geschichte der frühesten belegbaren materiellen Kultur bei Primaten (das Herstellen von Werkzeugen) zu erforschen, und zwar sowohl bei den frühen Hominini – den Vorfahren des anatomisch modernen Menschen – als auch bei den ihm evolutiv nahestehenden Großen Menschenaffen.
Die Bezeichnung Primatenarchäologie wurde im Juli 2009 von einer internationalen Forschergruppe in einem Review-Artikel unter dem knappen Titel „Primate archaeology“ in der Fachzeitschrift Nature geprägt. Diese Veröffentlichung entstand im Nachgang zu zwei Symposien unter dem Titel „Palaeoanthropology meets Primatology“, die im April 2007 und im Oktober 2008 am Leverhulme Centre for Human Evolutionary Studies an der University of Cambridge stattgefunden hatten. Zuvor war bereits 2008 in einer Fachveröffentlichung die einengendere Bezeichnung Chimpanzee archaeology („Schimpansen-Archäologie“) verwendet worden.

## Forschungsziele
Eine verstärkte Kooperation von Archäologen, Primatologen und Paläoanthropologen hatte sich als zweckmäßig und überfällig erwiesen, nachdem erkannt worden war, dass die ältesten den Hominini zugeschriebenen Steinwerkzeuge vom Oldowan-Typ, steinerne Schlagwerkzeuge von heute lebenden Schimpansen und selbst Steinwerkzeuge heute lebender Rückenstreifen-Kapuziner erhebliche Ähnlichkeiten aufweisen. Bereits im Jahr 2002 hatten Julio Mercader und Christophe Boesch zudem eine „Schimpansenwerkstatt“ ausgegraben, die später auf ein Alter von 4300 Jahren datiert wurde. Aus der genauen Analyse solcher Parallelen erhoffen sich die Forscher, das Entstehen der Werkzeugkultur beim Menschen und des hierzu nötigen Verhaltens rekonstruieren zu können. Das Zusammenführen von Methoden der Archäologie und der Verhaltensbiologie ermögliche zudem auch einen ganzheitlichen Blick auf die evolutionäre Anpassung der anatomischen Merkmale der Gattung Homo an den Gebrauch von Werkzeugen.
In der Vergangenheit hatten nur wenige Archäologen den Werkzeuggebrauch heute lebender Primaten beobachtet, umgekehrt hatten nur wenige Primatenforscher an archäologischen Ausgrabungen teilgenommen. In dem 2009 als Gründungsdokument angelegten Review-Artikel wurden daher vier vorrangige Zielsetzungen für die Primatenarchäologie ausgewiesen:
1. Archäologische und primatologische Methoden sollen gleichzeitig angewandt werden, wenn der Werkzeuggebrauch von nicht-menschlichen Primaten analysiert wird, um sowohl aus anthropozentrischem als auch aus 'primatozentrischem' Blickwinkel den Werdegang des Verhaltens zu analysieren;
2. vergleichende Studien zwischen unterschiedlichen Arten (zwischen homininen und nicht-homininen Arten) mit einander ähnelndem Werkzeuggebrauch sollen zur Klärung der Frage beitragen, welche Auswirkungen der Werkzeuggebrauch auf soziale, physiologische und biomechanische Aspekte dieser Arten sowie auf deren Umweltbedingungen hat;
3. die Verhaltensweisen der Angehörigen von Primatenarten, die keine Werkzeuge benutzen, sollen untersucht werden, um Anhaltspunkte zu gewinnen, unter welchen – beispielsweise ökologischen – Bedingungen sich deren Verhaltensmuster entwickelten, mit dem Ziel, Rückschlüsse zu ziehen auf das Verhalten ausgestorbener Arten der Hominini, bei denen ungeklärt ist, ob sie Werkzeuge benutzten;
4. schließlich soll erforscht werden, ob sich der bei den heute lebenden Arten zu beobachtende Werkzeuggebrauch unabhängig voneinander (also konvergent) entwickelte oder ob bereits der letzte gemeinsame Vorfahre von beispielsweise Schimpansen und Hominini Werkzeuge herstellte.

## Erste Befunde

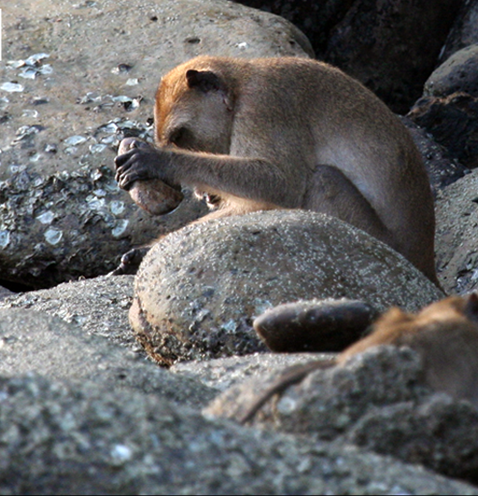
Javaneraffe aus Myanmar (Macaca fascicularis aurea) mit Steinwerkzeug

Als „eines der ersten umfassenden empirischen Beispiele für das neue Fachgebiet der Primatenarchäologie“ wurde im Juni 2013 in der Fachzeitschrift Nature auf eine Langzeitstudie hingewiesen, die sich mit dem Werkzeuggebrauch der Rückenstreifen-Kapuziner in Brasilien befasste. Beim Beobachten dieser Kapuzineraffen war unter anderem aufgefallen, dass sie Steine über große Entfernungen transportieren. Dies war noch zwei Jahre zuvor als ein Alleinstellungsmerkmal der frühen Vorfahren des anatomisch modernen Menschen beschrieben worden; alle anderen Merkmale der Oldowan-Steinwerkzeuge seien nicht eindeutig von jenen unterscheidbar, die von heute lebenden nicht-menschlichen Primaten hergestellt werden. Die ältesten archäologischen Befunde zum Werkzeuggebrauch dieser Primaten sind rund 2400 bis 3000 Jahre alt.
Aufsehen erregt hatte zuvor bereits die im Jahr 2002 im afrikanischen Regenwald entdeckte, 4300 Jahre alte „Schimpansenwerkstatt“. Ein weiteres Beispiel für Forschung auf dem Gebiet der Primatenarchäologie sind Studien im Lebensraum von Javaneraffen aus Myanmar (Macaca fascicularis aurea), von denen seit 120 Jahren belegt ist, dass sie Steine als Werkzeug benutzen; hier hoffen die Forscher, in älteren Erdschichten auf Spuren des Werkzeuggebrauchs zu stoßen.
Bis zu 1500 Jahre alt sind Werkzeugfunde von Schimpansen, die an mehreren Stellen im Nationalpark Taï (Elfenbeinküste) ausgegraben wurden.
2023 berichteten Forschende des Max-Planck-Instituts für evolutionäre Anthropologie aus Thailand, dass im Nationalpark Ao Phang-nga heimische Javaneraffen Steinartefakte schaffen, „die Steinwerkzeugen früher Vertreter der Gattung Homo ähneln.“ Die Affen benutzen Steine als „Hammer“ und „Amboss“, um hartschalige Nüsse zu knacken, wobei diese Steine häufig zerbrechen. Die teils scharfkantigen Absplitterungen und die unbrauchbar gewordenen Hammer- und Amboss-Steine – mehr als tausend analysierte Objekte –  ähneln den Wissenschaftlern zufolge den Hominini zugeschriebenen Artefakten aus den Pliozän und dem frühen Pleistozän.

## Belege
1. ↑  Michael Haslam, Adriana Hernandez-Aguilar, Victoria Ling, Susana Carvalho, Ignacio de la Torre, April DeStefano, Andrew Du, Bruce Hardy, Jack Harris, Linda Marchant, Tetsuro Matsuzawa, William McGrew, Julio Mercader, Rafael Mora, Michael Petraglia, Hélène Roche, Elisabetta Visalberghi und Rebecca Warren: Primate archaeology. In: Nature. Band 60, 2009, S. 339–344, doi:10.1038/nature08188
2. ↑   William C. McGrew und Robert A. Foley: Palaeoanthropology meets primatology. In: Journal of Human Evolution. Band 57, Nr. 4, 2009, S. 335–336, doi:10.1016/j.jhevol.2009.07.002
3. ↑  Victoria Ling et al.: The origins of percussive technology: A smashing time in Cambridge. In: Evolutionary Anthropology. Band 18, Nr. 2, 2009, S. 48–49, doi:10.1002/evan.20197, Volltext (PDF)
4. ↑   Susana Carvalho et al.: Chaînes opératoires and resource-exploitation strategies in chimpanzee (Pan troglodytes) nut cracking. In: Journal of Human Evolution. Band 55, Nr. 1, 2008, S. 148–163, doi:10.1016/j.jhevol.2008.02.005
5. ↑  Sileshi Semaw: The World's Oldest Stone Artefacts from Gona, Ethiopia: Their Implications for Understanding Stone Technology and Patterns of Human Evolution Between 2.6 – 1.5 Million Years Ago. In: Journal of Archaeological Science. Band 27, Nr. 12, 2000, S. 1197–1214, doi:10.1006/jasc.1999.0592, Volltext (PDF, 1,0 MB). (Memento vom 14. Juni 2006 im Internet Archive)
6. ↑  Susana Carvalho et al.: Tool-composite reuse in wild chimpanzees (Pan troglodytes): archaeologically invisible steps in the technological evolution of early hominins? In: Animal Cognition. Band 12 (Suppl. 1), 2009, S. 103–114, doi:10.1007/s10071-009-0271-7, Volltext
7. ↑  Elisabetta Visalberghi et al.: Characteristics of Hammer Stones and Anvils Used by Wild Bearded Capuchin Monkeys (Cebus libidinosus) to Crack Open Palm Nuts. In: American Journal of Physical Anthropology. Band 132, Nr. 3, 2007, S. 426–444, doi:10.1002/ajpa.20546
8. 1 2  Julio Mercader et al.: Excavation of a Chimpanzee Stone Tool Site in the African Rainforest. In: Science. Band 296, Nr. 5572, 2002, S. 1452–1455, doi:10.1126/science.1070268
9. ↑  Julio Mercader et al.: 4300-year-old chimpanzee sites and the origins of percussive stone technology. In: PNAS. Band 104, Nr. 9, 2007, S. 3043–3048, doi:10.1073/pnas.0607909104
10. ↑   Michael Haslam et al., Primate Archaeology, S. 339
11. ↑  Michael Haslam et al., Primate Archaeology, S. 342
12. ↑  Andrew Whiten: Archaeology meets primate technology. In: Nature. Band 498, 2013, S. 303–305, doi:10.1038/498303a
13. ↑  Elisabetta Visalberghi et al.: Use of stone hammer tools and anvils by bearded capuchin monkeys over time and space: construction of an archeological record of tool use. In: Journal of Archaeological Science. Band 40, Nr. 8, 2013, S. 3222–3232, doi:10.1016/j.jas.2013.03.021
14. ↑  Thomas Wynn et al.:  „An Ape's View of the Oldowan“ Revisited. In: Evolutionary Anthropology. Band 20, Nr. 5, 2011, S. 181–197, doi:10.1002/evan.20323
15. ↑  Tiago Falótico et al.: Three thousand years of wild capuchin stone tool use. In: Nature Ecology & Evolution. Band 3, 2019, S. 1034–1038, doi:10.1038/s41559-019-0904-4.
16. ↑  Michael Haslam et al.: Archaeological excavation of wild macaque stone tools. In: Journal of Human Evolution. Band 96, 2016, S. 134–138, doi:10.1016/j.jhevol.2016.05.002.
17. ↑  Alex Kasprak: ‚Monkey archaeology‘ hints at primate culture. In: New Scientist. Band 230, Nr. 3078, 2016, S. 9; auf newscientist.com vom 10. Juni 2016 erschienen unter Monkey archaeology reveals macaque’s own Stone Age culture.
18. ↑  Tomos Proffitt et al.: The archaeological visibility of chimpanzee (Pan troglodytes) nut-cracking. In: Journal of Human Evolution. Band 195, 2024, 103582, doi:10.1016/j.jhevol.2024.103582.
19. ↑  Steinwerkzeuge von Affen und frühen Menschen überraschend ähnlich. Auf: idw-online.de vom 10. März 2023.
20. ↑  Tomos Proffitt et al.: Wild macaques challenge the origin of intentional tool production. In: Science Advances. Band 9, Nr. 10, 2023, doi:10.1126/sciadv.ade8159.